# Église Saint-Pierre-et-Saint-Paul de Chambry
Pour les articles homonymes, voir Église Saint-Pierre-et-Saint-Paul.
L'église Saint-Pierre-Saint-Paul est une église catholique située à Chambry, en France.

## Description
Cet édifice a une nef à quatre axes et deux bas-côtés. Le chœur se ferme en pentagone. Les chapiteaux des colonnes de la nef sont sculptés. Le chœur possède encore trois vitraux de la Renaissance représentant la mort de la Vierge, la Crucifixion et la mise au tombeau.

## Historique
Cette église fut construite sur les vestiges d'un édifice roman au XVe siècle, sous le vocable de Notre-Dame-de-l'Assomption, la Sainte-Vierge étant patronne du village.
L'église est inscrite au titre des monuments historiques en 1916. Endommagée en 1940 puis restaurée en 1944, elle fut rebaptisée Saint-Pierre et Saint-Paul.